# فيليبي هيرنانديز (لاعب كرة قدم)
فيليبي هيرنانديز (بالإنجليزية: Felipe Hernandez)‏ هو لاعب كرة قدم أمريكي، ولد في 8 يونيو 1998 في إيباغيه في كولومبيا. لعب مع سويب بارك رينجرز.

## وصلات خارجية
- فيليبي هيرنانديز على موقع قاعدة بيانات كرة القدم.إي يو (الإنجليزية)
- فيليبي هيرنانديز على موقع Soccerway.com (الإنجليزية)